# Operativni nivo rata
U polju vojne teorije, operativni nivo rata (takođe se naziva operativna umetnost, izvedeno iz rus. оперативное искусство ili operativno ratovanje) predstavlja nivo komandovanja koji povezuje detalje taktike sa ciljevima strategije.
U zajedničkoj vojnoj doktrini, operativna umetnost je „kognitivni pristup komandanata i štabova - potkrepljen njihovom veštinom, znanjem, iskustvom, kreativnošću i rasuđivanjem - za razvijanje strategija, kampanja i operacija za organizovanje i zapošljavanje vojnih snaga integrisanjem ciljeva, načine i sredstva.” Time se uspostavalja korelacija političke potrebe i vojne moći. Operativna umetnost je definisana njenim vojno-političkim delokrugom, a ne veličinom sile, razmerom operacija ili stepenom napora. Isto tako, operativna umetnost pruža teoriju i veštine, a operativni nivo dozvoljava doktrinarnu strukturu i proces.

## Zaleđina
Tokom 18. i početkom 19. veka, sinonimni izraz velika taktika (ili, ređe, manevarska taktika) često se koristio za opisivanje manevara trupa koje nisu taktički angažovane, dok su krajem 19. veka do Prvog svetskog rata i tokom Drugog svetskog rata neki vojni komentatori koristili su izraz manja strategija. Konfuzija oko terminologije nastala je u profesionalnim vojnim publikacijama, koje su pokušavale da identifikuju „... malo drugačije nijanse značenja, kao što su taktike, glavne taktike, manje taktike, velika strategija, glavna strategija i manja strategija”. Termin se nije široko koristio u Sjedinjenim Državama ili Britaniji pre 1980–1981, kada se o njemu mnogo raspravljalo i počeo je da ulazi u vojne doktrine i na kurseve borbene obuke oficira.

## Primena
Operativna umetnost sadrži četiri bitna elementa: vreme, prostor, sredstva i svrhu. Svaki element ima veću složenost na operativnom nivou nego na taktičkom ili strateškom nivou. To je delimično tačno, jer operativna umetnost mora uzeti u obzir i obuhvatiti više strateških i taktičkih nivoa nego što ti nivoi moraju da apsorbuju sa operativnog nivoa. Iako se mnogo može dobiti nezavisnim ispitivanjem četiri elementa, samo kada se posmatraju zajedno, operativna umetnost otkriva svoju zamršenu strukturu.
Izazov operativne umetnosti je uspostavljanje ravnoteže četiri elementa koja omogućava optimalno stvaranje i primenu vojne moći u postizanju političkog cilja. Posmatranje vremena, prostora, sredstava i svrhe u celini zahteva veliku veštinu u organizovanju, vaganju i predviđanju mase složenih, često kontradiktornih faktora. Ovi faktori često postoje tokom dužih vremenskih perioda, preko velikih razdaljina i sa promenljivom kombinacijom igrača, sistema i verovanja, sledeći političke ciljeve koji mogu, ali ne moraju biti jasni, uverljivi ili rešeni. Složeni faktori, poput protivnikovih postupaka, stvaraju dodatnu dvosmislenost.

### Analiza misije
Strateg na operativnom nivou poseduje brojne alate za oblikovanje i usmeravanje njihovog razmišljanja, ali glavni među njima su analiza misije i krajnje stanje. Analiza misije daje odgovor na pitanje „Šta treba postići?“ Analizom misije, planer na operativnom nivou spaja političke ciljeve i vojne ciljeve. Na taj način planer određuje koja će primena vojne sile stvoriti vojnu moć za postizanje političke svrhe. Podređeni procesi ovde uključuju definisanje ciljeva i težišta, mada prekomerna zavisnost od analitičkih mehanizama može stvoriti lažnu sigurnost. Finalni test nagrađuje uspeh, a ne kvalitet argumenta. Suprotno tome, planer se ne može nadati da će „osetiti” put do pobede - složenost zahteva integraciju misli i napora.

### Krajnje stanje
Krajnje stanje odgovara na pitanje „Šta će predstavljati uspeh?“ Krajnje stanje kampanje nije samo željeni status kvo vojnog cilja. Ono takođe uspostavlja kamen temeljac za taktičke, operativne i strateške nivoe. Krajnje stanje manifestuje predviđene rezultate vojne moći i izlaže sva ograničenja. Zaista, dostižno krajnje stanje može zahtevati primenu nevojnih elemenata nacionalne moći. Kao takvo, ono prepoznaje da sama vojna moć možda nije u stanju da postigne politički uspeh.

## Potrebne veštine
Strategija na operativnom nivou mora kontinuirano vršiti inventar i vagati vreme, prostor, sredstva i svrhu, ekstrapolirajući iz njih ishode i verovatnoću. Da bi to postigli, praktičarima su potrebne i veština i teorija, iskustvo i znanje. Na operativnom nivou, veštine i iskustva obično se moraju razvijati indirektno, kroz formalnu obuku, vojnu istoriju i praksu u realnom svetu.
Uspeh na taktičkom nivou nije garancija uspeha na operativnom nivou: savladavanje operativne umetnosti zahteva strateške veštine. Bez snažnog utemeljenja u teoriji i primeni operativne umetnosti, uspešan taktičar ima male šanse da će napraviti potreban skok od taktike. Strateg na operativnom nivou mora jasno i ekspanzivno da vidi od rova do hodnika nacionalne ili koalicione vlasti. Oni moraju biti svesni verodostojnosti i koherentnosti strateških ciljeva, nacionalne volje i igrača koji o njima odlučuju. Uspešna operativna umetnost zacrtava jasan, neprekinut put od napora pojedinačnog vojnika do ciljeva države ili koalicije.

## Uloga u istoriografiji
Dok su kodeks nastrajuće operativne umetnosti i uspostavljanje specifičnog operativnog nivoa rata relativno novi, u praksi je operativna umetnost postojala tokom zabeležene istorije. Narodi i zapovednici su dugo sledili političke ciljeve vojnim akcijama, a kampanje bilo kog perioda mogu se ispitati iz egzistencijalne perspektive operativne umetnosti. Trenutne škole mišljenja o operativnoj umetnosti dele fundamentalno gledište da se vojni uspeh može meriti samo u postizanju političko-strateških ciljeva, te stoga istoričari mogu analizirati bilo koji rat u smislu operativne umetnosti.
U slučaju analize Drugog svetskog rata, Vermaht nije koristio operativni nivo kao formalni doktrinarni koncept tokom kampanja 1939–1945. Iako je osoblje u nemačkim snagama znalo za operativnu umetnost, svest i praksa uglavnom su bili ograničeni na oficire obučene u generalštabu. Ipak, egzistencijalna priroda operativne umetnosti znači da je ispitivanje kampanje ili operacije protiv političkih ciljeva validno bez obzira na doktrinu ili strukturu tog perioda. Tako elementi operativne umetnosti - vreme, prostor, sredstva i svrha - mogu osvetliti misli i postupke bilo koje ere, bez obzira na preovlađujuću savremenu doktrinu ili strukturu.

## Literatura
- Bundel, C. M., Col. FA, "What Is Strategy?", in Infantry Journal, v. 34, United States Infantry Association, 1929
- Glantz, D. M., Soviet Military Operational Art: In Pursuit of Deep Battle, Frank Cass, London, 1989
- Jablonsky, David, Roots of Strategy: 4 Military Classics, Stackpole Books, 1999
- National Research Council Staff, Reducing the Logistics Burden for the Army After Next: Doing More With Less, Committee to Perform a Technology Assessment Focused on Logistics Support Requirements for Future Army Combat Systems, National Research Council (U.S.), National Academies Press, 1999
- Robinson, James R. (1997). „The Rommel Myth”. Military Review Journal. Архивирано из оригинала 08. 03. 2016. г. Приступљено 8. 2. 2016.
- Rogers, Clifford J. (2006). „Strategy, Operational Design, and Tactics”.  Ур.: Bradford, James C. International Encyclopedia of Military History. New York: Routledge.
- Simpkin, Richard E., Deep Battle: The Brainchild of Marshal Tuchachevskii, Brassey's Defence Publishers, London, 1987
- Simpkin, Richard E., Race to the Swift: Thoughts on Twenty-First Century Warfare, Brassey's, 2000
- Stone, John, The Tank Debate: Armour and the Anglo-American Military Tradition, Routledge, 2000
- Whitman, J. E. A., How Wars Are Fought: The Principles of Strategy and Tactics, Oxford University Press, 1941
- Carpenter, Stanley D. M., Military Leadership in the British Civil Wars, 1642-1651: The Genius of This Age, Routledge, 2005.
- Chaliand, Gérard, The Art of War in World History: From Antiquity to the Nuclear Age, University of California Press, 1994.
- Gartner, Scott Sigmund, Strategic Assessment in War, Yale University Press, 1999.
- Heuser, Beatrice, The Evolution of Strategy: Thinking War from Antiquity to the Present (Cambridge University Press, 2010),  978-0-521-19968-1.
- Matloff, Maurice, (ed.), American Military History: 1775-1902, volume 1, Combined Books, 1996.
- May, Timothy. The Mongol Art of War: Chinggis Khan and the Mongol Military System. Barnsley, UK: Pen & Sword, 2007.  978-1844154760.
- Wilden, Anthony, Man and Woman, War and Peace: The Strategist's Companion, Routledge, 1987.
- The US Army War College Strategic Studies Institute publishes several dozen papers and books yearly focusing on current and future military strategy and policy, national security, and global and regional strategic issues. Most publications are relevant to the International strategic community, both academically and militarily. All are freely available to the public in PDF format. The organization was founded by General Dwight D. Eisenhower after World War II.
- Black, Jeremy, Introduction to Global Military History: 1775 to the present day, Routledge Press, 2005.
- D'Aguilar, G.C., Napoleon's Military Maxims, free ebook, Napoleon's Military Maxims.
- Freedman, Lawrence. Strategy: A History (2013) excerpt
- Holt, Thaddeus, The Deceivers: Allied Military Deception in the Second World War, Simon and Schuster, June, 2004, hardcover, 1184 pages,  0-7432-5042-7.
- Tomes, Robert R., US Defense Strategy from Vietnam to Operation Iraqi Freedom: Military Innovation and the New American Way of War, 1973–2003, Routledge Press, 2007.
- Bert Chapman. Military Doctrine: A Reference Handbook. Santa Barbara, Cal.: ABC-CLIO, 2009.
- Austin Long. The Soul of Armies: Counterinsurgency Doctrine and Military Culture in the US and UK. Ithaca–London: Cornell University Press, 2016.
- Christopher P. Twomey. The Military Lens: Doctrinal Difference and Deterrence Failure in Sino-American Relations. Ithaca–London: Cornell University Press, 2010.
- Robert M. Cassidy. Peacekeeping in the Abyss: British and American Peacekeeping Doctrine and Practice after the Cold War. Westport, CT–London: Praeger, 2004.
- Aaron P. Jackson. The Roots of Military Doctrine: Change and Continuity in Understanding the Practice of Warfare. Fort Leavenworth, KS: Combat Studies Institute Press, 2013.
- Elizabeth Kier. Imagining War: French and British Military Doctrine between the Wars. Princeton: Princeton University Press, 1998 (reprint 2017).
- Matthias Strohn. The German Army and the Defence of the Reich: Military Doctrine and the Conduct of the Defensive Battle 1918-1939, 2nd revised edn. Cambridge: Cambridge University Press, 2017.
- Willard C. Frank and Philip S. Gillette, eds. Soviet Military Doctrine from Lenin to Gorbachev, 1915-1991. Westport, CT: Greenwood Press, 1992.
- Raymond L. Garthoff. Deterrence and the Revolution in Soviet Military Doctrine. Brookings Institution Press, 1990.
- Harriet Fast Scott and William F. Scott. The Armed Forces of the USSR. Boulder, Co.: Westview Press, 1979.
- Harriet Fast Scott and William F. Scott. Soviet Military Doctrine: Continuity, Formulation, and Dissemination. Boulder, Co.: Westview Press, 1989.
- Loges, Marsha J. (1996). The Persian Gulf War: military doctrine and strategy. Executive research project. Washington, D.C.: Industrial College of the Armed Forces, National Defense University. стр. 16. Приступљено 2020-04-02.
- Daalder, Ivo H.; O'Hanlon, Michael E. (2000). „Losing the War”. Winning Ugly: NATO's War to Save Kosovo. G - Reference, Information and Interdisciplinary Subjects Series. Washington, D.C.: Brookings Institution Press (објављено 2004). стр. 106. ISBN 9780815798422. Приступљено 2020-04-02.
- „2010 Nuclear Posture Review (NPR) Fact Sheet” (PDF). U.S. Department of Defense Office of Public Affairs. Архивирано из оригинала (PDF) 27. 5. 2010. г. Приступљено 13. 4. 2010.